# Sé Velha de Lérida

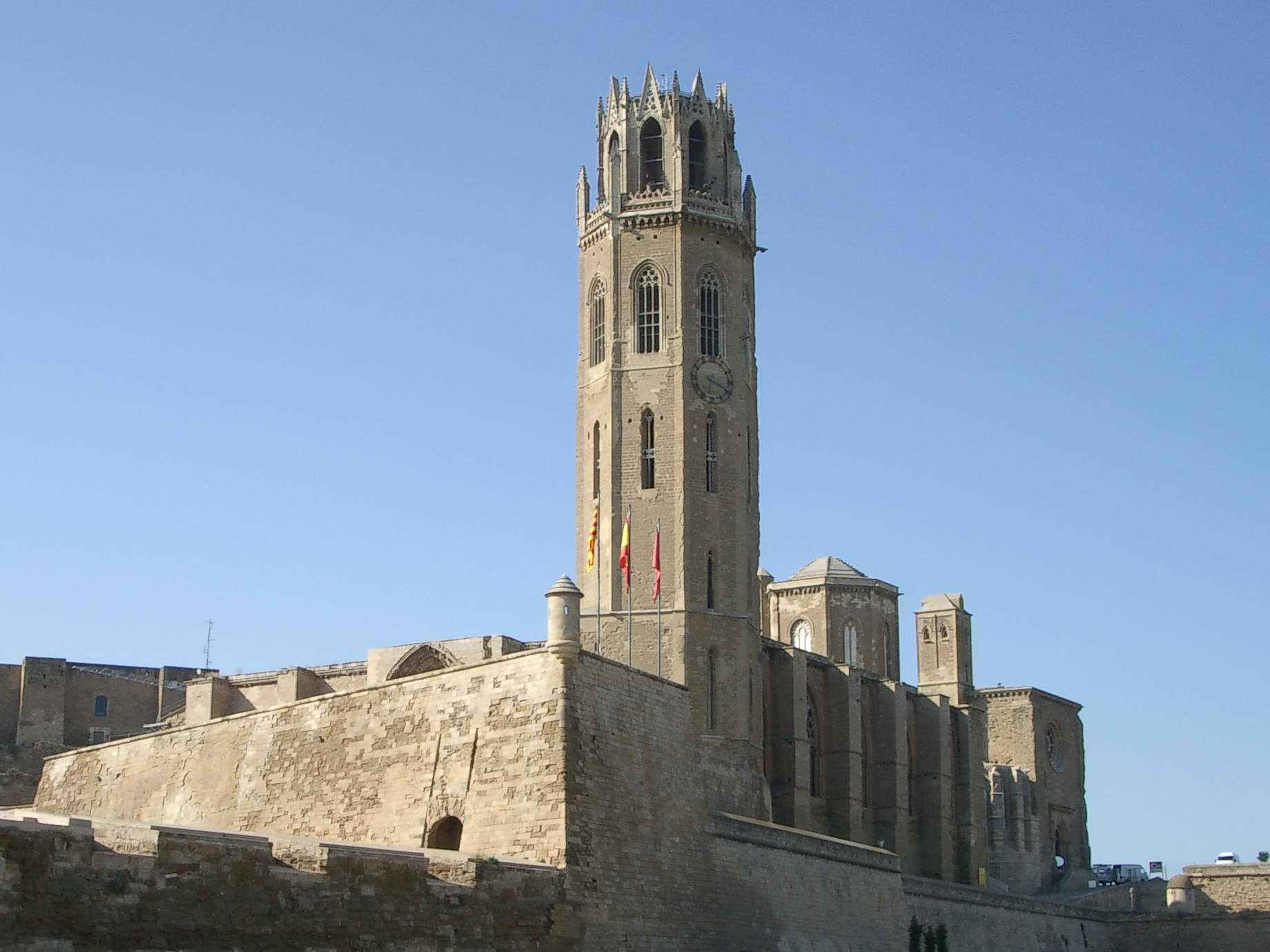
A Sé Velha de Lérida, uma catedral românico-gótica.

A Sé Velha de Lérida (Catalunha , Espanha), é um enorme monumento religioso, que começou a ser edificado em 1203, sobre as ruínas de uma mesquita, junto ao Castelo de Gardeny.
O arquitecto encarregue da sua construção, inicialmente, foi Pere de Coma. A obra, devido à sua dimensão, continuou durante diversos séculos.
A planta desta igreja é em forma de cruz latina.